# Olba
Pour l'ancienne cité turque, voir Olba (Cilicie).

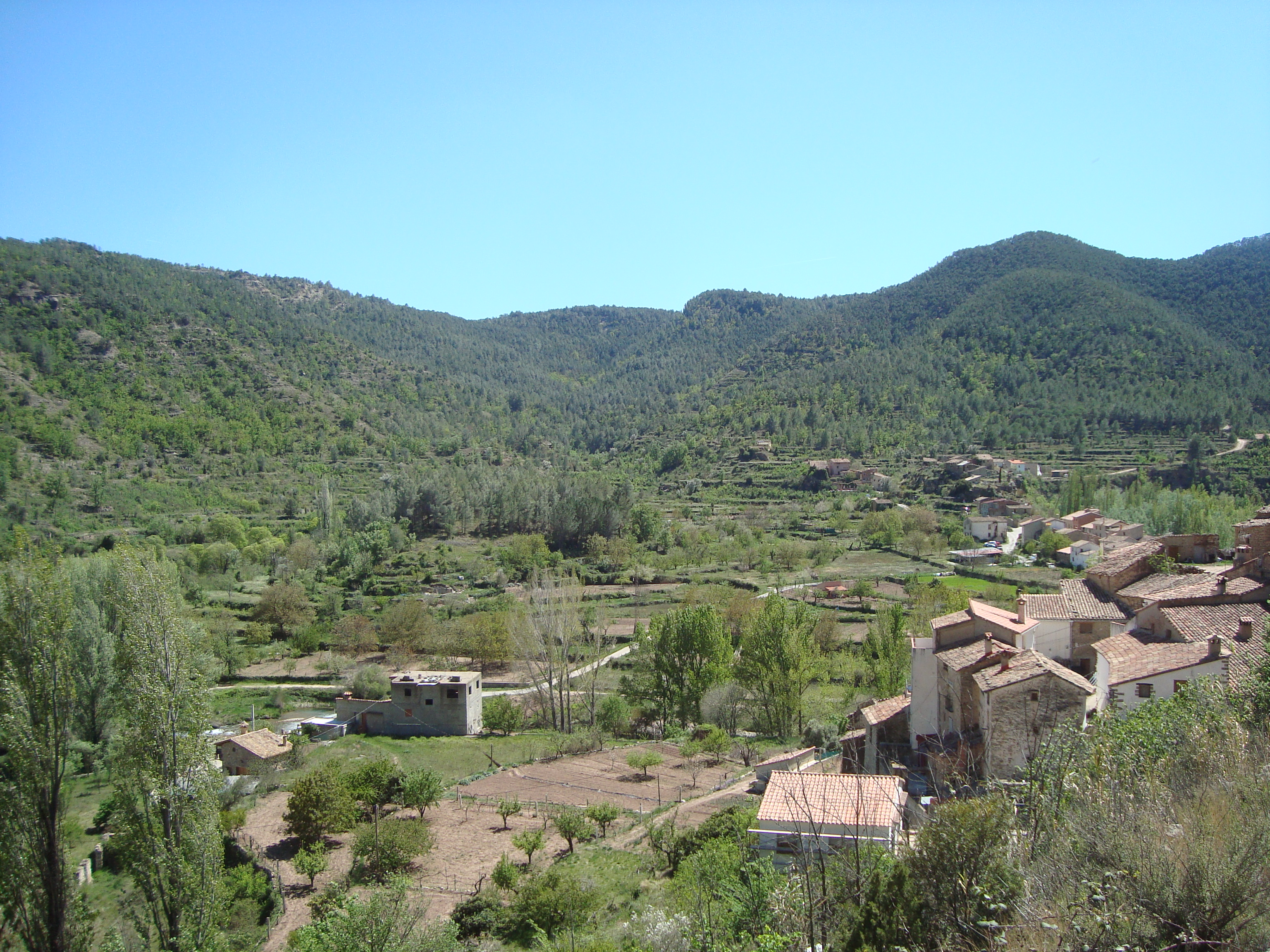
Valle de Olba (Teruel, Aragón)

Olba est une commune d’Espagne, dans la province de Teruel, communauté autonome d'Aragon, comarque de Gúdar-Javalambre

## Lieux et monuments

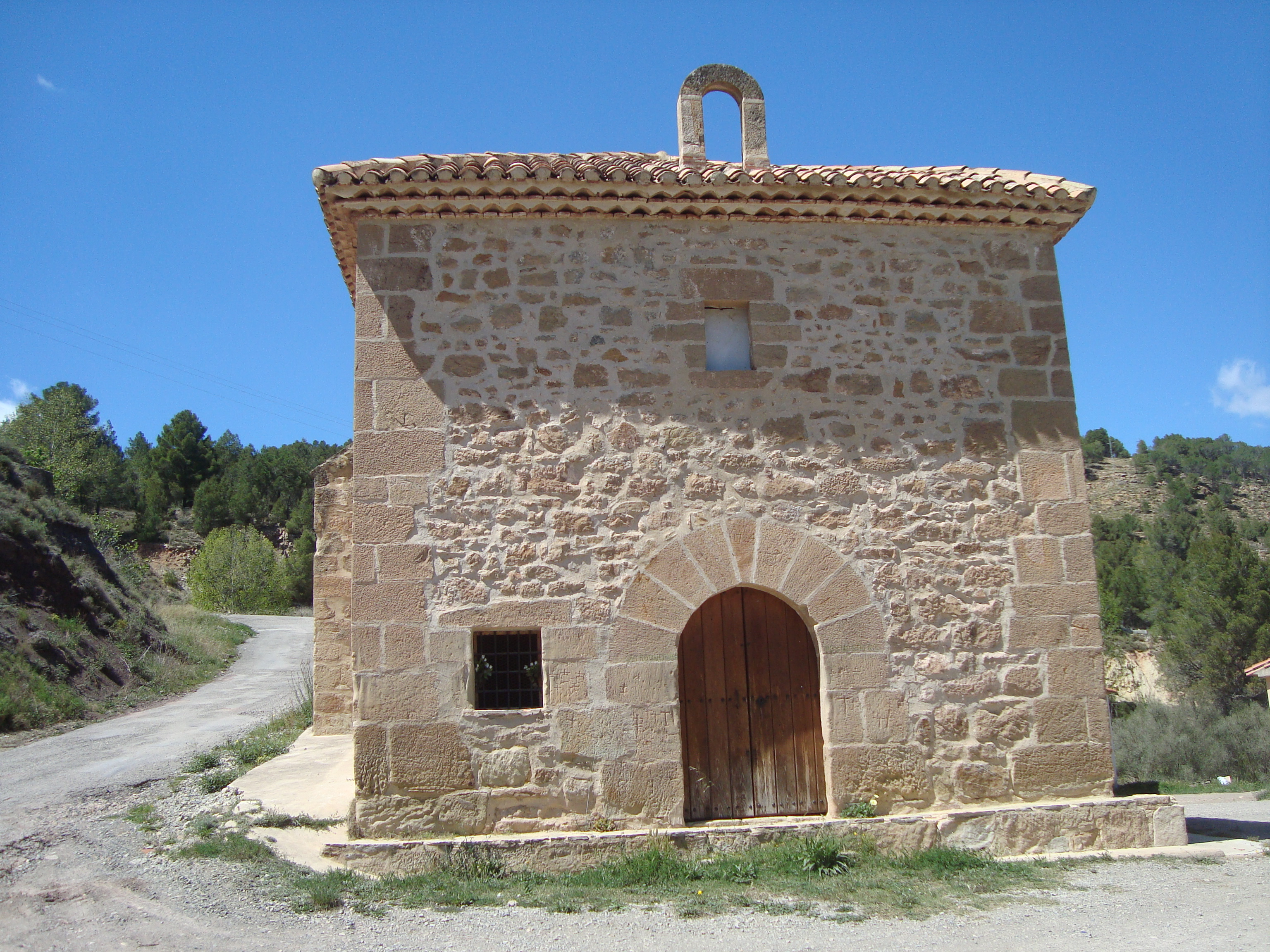
Ermita de San Roque (Olba)

## Personnalités
Francisco Tadeo Calomarde de Retascón y Arriá homme politique (Villel 10 février 1773 - Toulouse 19 juillet 1842) y est enterre.
Francisco Tadeo Calomarde

### Articles connexes

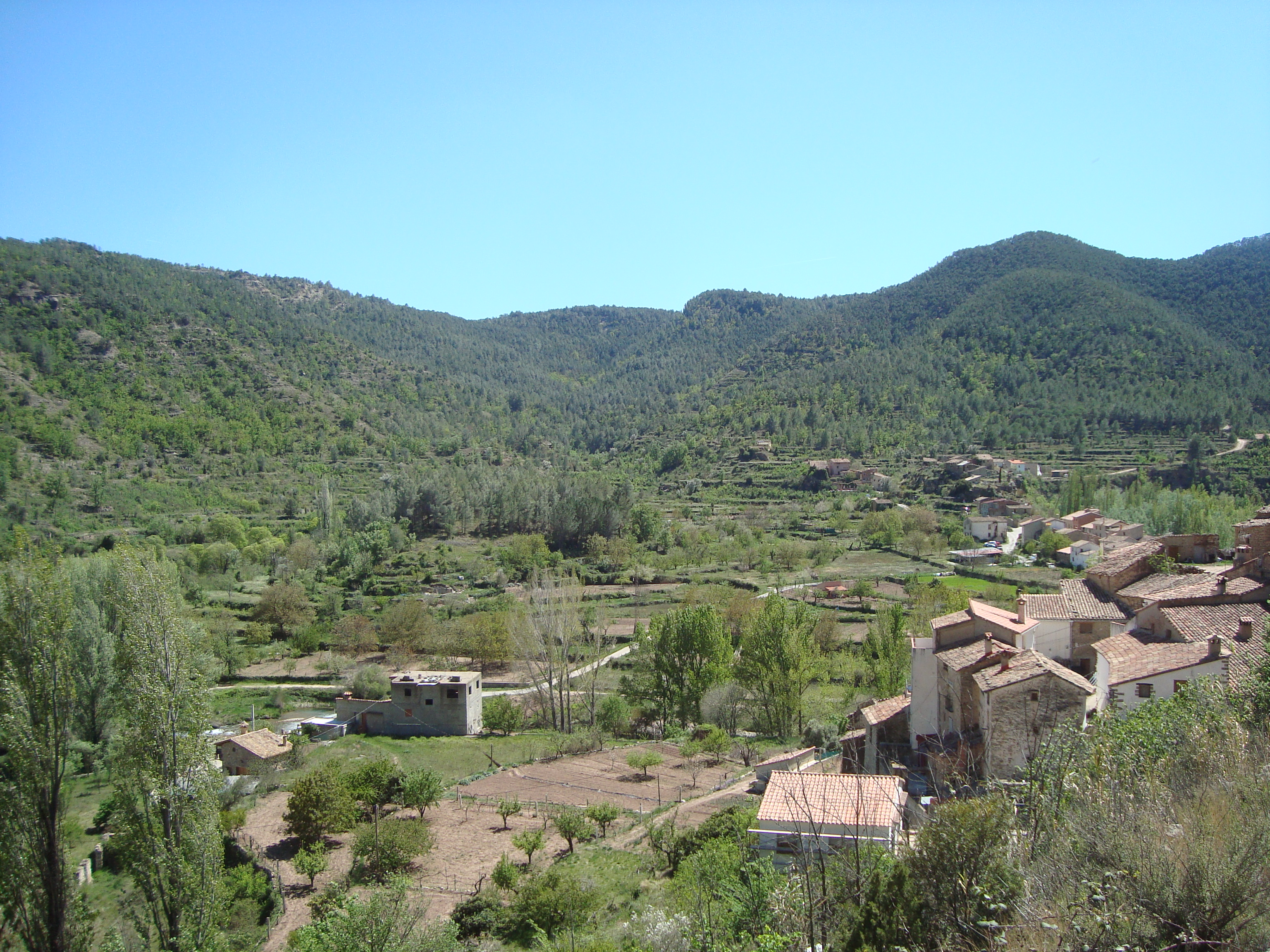
Valle de Olba (Teruel, Aragón)

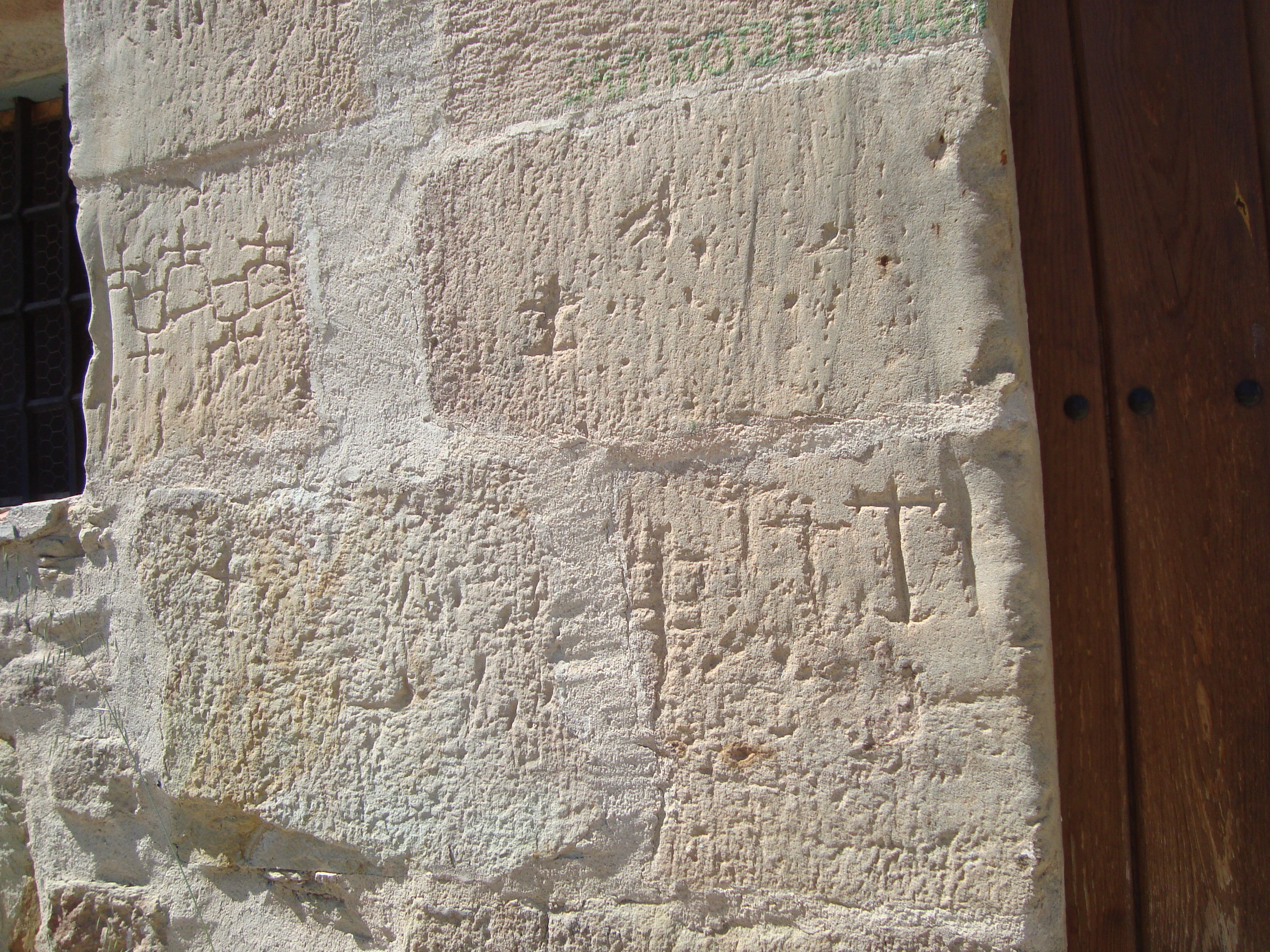
Grabados cruciformes, ermita de San Roque (Olba)

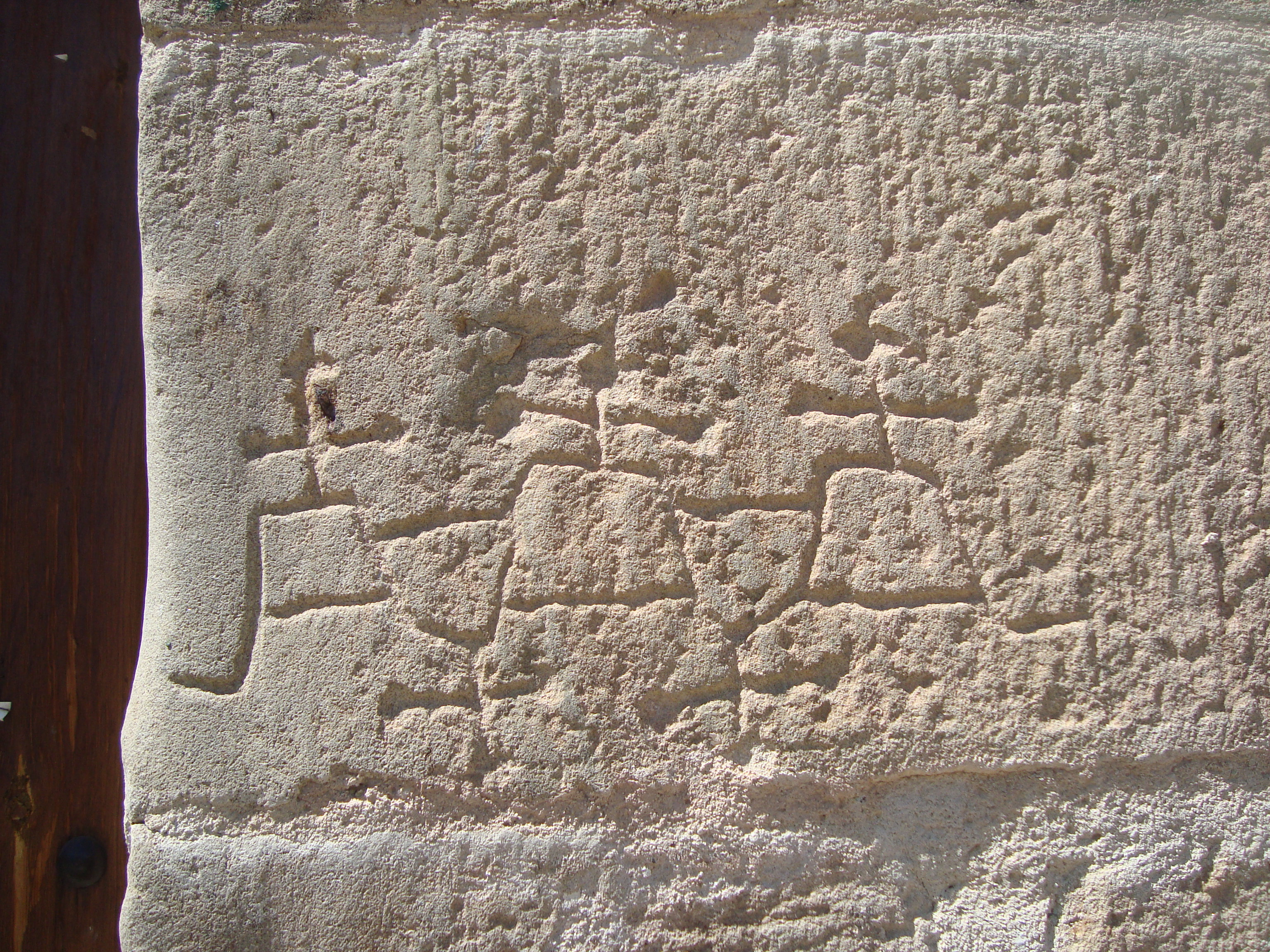
Olba (Teruel, Aragón)